# Aeropuerto Internacional Mitiga
El Aeropuerto Internacional Mitiga (IATA: MJI, OACI: HLLM) es un aeropuerto de Libia, ubicado a 11 km al este de Trípoli. 
La apertura civil se produjo en 1995. Hay vuelos de cabotaje a Bengasi y Misrata, así como vuelos internacionales a Estambul (Turquía) y Aleppo (Siria).

## Historia
Hasta 1970, la USAF utilizó la instalación, entonces conocida como Base Aérea Wheelus.
Posteriormente la instalación fue conocida como Base Aérea Okba Ben Nafi, una instalación de la LPAF.  Durante la Guerra Fría, las aeronaves y personal de la Fuerza Aérea Soviética se establecieron en la Base Aérea Okba Ben Nafi.
La base albergó la sede del LPAF y un gran número de instalaciones de entrenamiento.  Los cazas MiG-17/19/25 y los bombarderos Tu-22 de la LPAF fueron establecidos en la Base Aérea Okba Ben Nafi.
En 1986, la base fue un objetivo prioritario en la Operación El Dorado Canyon, un ataque preventivo estadounidense contra libios, a través de un ataque con misiles desde aeronaves estadounidenses sobre el mar Mediterráneo para castigar a Libia por su apoyo a los grupos terroristas.

## Aerolíneas y destinos
| Aerolíneas                         | Destinos |
| ---------------------------------- | --- |
| Air Libya                          | Bengasi |
| Afriqiyah Airways                  | Alejandría, Amán, Bengasi, El Cairo, Estambul, Jartum, Kufra, Niamey, Sfax y Túnez. Estacional: Yeda         |
| Berniq Airways                     | Al Baida, El Cairo, Bengasi y Estambul                                                                       |
| Buraq Air                          | Alejandría, Bengasi, Estambul y Tobruk. Chárter: Antalya, Bodrum, Esmirna, Gazipaşa y Tekirdağ               |
| Egyptair                           | El Cairo |
| Fly Oya                            | Estambul |
| Ghadames Air Transport             | Estambul y Túnez                                                                                             |
| Global Aviation and Services Group | Bengasi |
| Libyan Airlines                    | Al Baida, Alejandría, Amán, Bengasi, El Cairo, Ghat, Estambul, Monastir, Niamey, Sfax, Tobruk, Túnez y Ubari |
| Libyan Wings                       | Estambul y Túnez                                                                                             |
| Medavia                            | Chárter: La Valeta                                                                                           |
| Tunisair                           | Túnez |
| Tunisair Express                   | Sfax y Yerba                                                                                                 |